# Zwarte diepzeealen
Zwarte diepzeealen (Cyematidae) zijn een familie van straalvinnige vissen uit de orde van Alen (Saccopharyngiformes).

## Geslachten
- Cyema  Günther, 1878
- Neocyema Castle, 1978